# Obere Isarau
Die Obere Isarau ist eine Grünfläche an der Isar im Norden von München. Nach dieser Grünanlage ist auch ein Bezirksteil des Münchner Stadtbezirks 12 Schwabing-Freimann benannt.

## Lage
Die Obere Isarau liegt im Osten des Münchner Stadtteils Freimann zwischen der Freisinger Landstraße und der Isar. Sie setzt die Hirschau, den Nordteil des Englischen Gartens nach Norden fort und geht an der Stadtgrenze in die Mittlere Isarau über, die auf dem Gebiet der Nachbarstadt Garching liegt.
Am Südende der Oberen Isarau liegen die Quartiere Kulturheim und Floriansmühle sowie das Betriebsgelände des Bayerischen Rundfunks. Von der Freisinger Landstraße aus erstreckt sich die Auensiedlung in die Isarau hinein. Gleich nördlich der Auensiedlung durchquert die Bundesautobahn 99 die Obere Isarau.
Der Stadtbezirksteil Obere Isarau reicht noch weiter nach Westen bis zur Bundesautobahn 9 und umfasst damit auch den Ortskern von Freimann, die Kläranlage Großlappen und den Fröttmaninger Berg. Die Südgrenze des Stadtbezirksteils ist der Föhringer Ring.

## Beschreibung

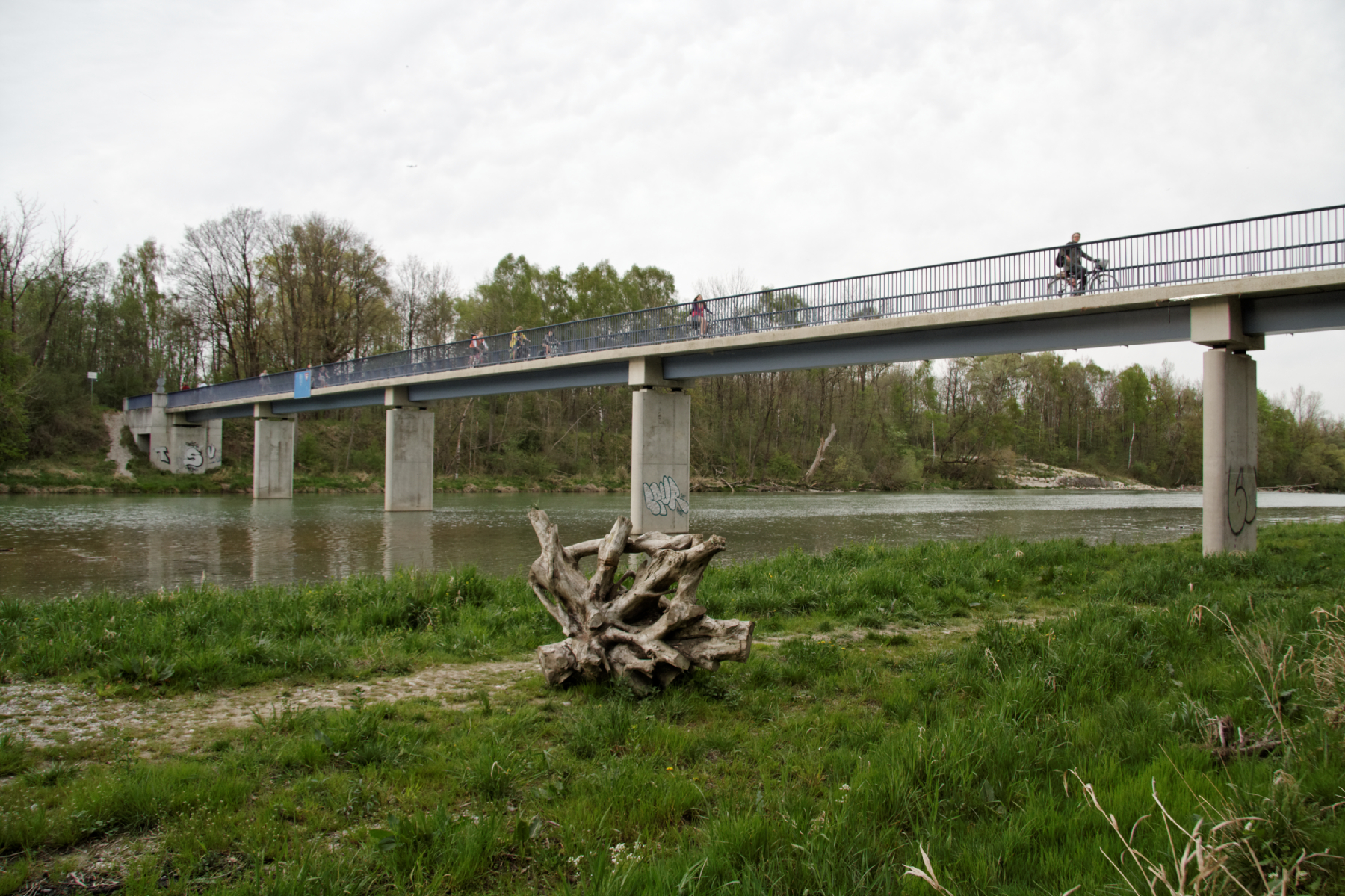
Isarsteg Unterföhring, Fußgänger- und Radfahrerbrücke über die Isar im Bereich der Oberen Isarau

Anders als im Englischen Garten mit seinen großen Wiesen überwiegt in der Oberen Isarau der Baumbestand in Form eines lichten Auwalds.
Die beiden Bäche, die aus dem Englischen Garten austreten, der Garchinger Mühlbach und der Schwabinger Altbach, verlaufen parallel zur Isar durch die Obere Isarau und fließen an der Stadtgrenze weiter in die mittlere Isarau. Dort, wo der Notauslasskanal und der Abwasserkanal der Kläranlage Großlappen die Obere Isarau durchqueren, wird der Garchinger Mühlbach über sie hinweg und der Schwabinger Altbach unter ihnen hindurch geführt. An dieser Stelle zweigt auch der Schleißheimer Kanal vom Garchinger Mühlbach ab und verläuft auf der Westseite der Oberen Isarau parallel zur Freisinger Landstraße.
In der Oberen Isarau liegt das Biotop Freimanner Brenne, ein Magerwiesenbestand mit seltener Flora und einem bedeutenden Bestand von verschiedenen Arten von Reptilien.
Durch die weitere Entfernung von der Innenstadt wird die Obere Isarau weniger von Fußgängern genutzt als der Englische Garten. Dafür ist sie stark von Fahrradfahrern frequentiert. Die einzige Verbindung zur anderen Isarseite im Bereich der Oberen Isarau ist der Isarsteg Unterföhring, der zum gegenüberliegenden Poschinger Weiher führt.